# Xu Fu
Xu Fu (2 november 1995) is een Chinese langebaanschaatser. Xu Fu nam in 2022 met het Chinese team deel aan de ploegenachtervolging bij de Olympische winterspelen in eigen land. China eindigde laatste op dit onderdeel.

## Records

### Persoonlijke records
| Afstand    | Tijd    | Datum             | Baan      |
| ---------- | ------- | ----------------- | --------- |
| 500 meter  | 36,44   | 12 januari 2020   | Changchun |
| 1000 meter | 1.09,42 | 2 oktober 2021    | Ürümqi    |
| 1500 meter | 1.47,16 | 4 oktober 2021    | Ürümqi    |
| 3000 meter | 4.10,21 | 15 september 2018 | Calgary   |
| 5000 meter | 7.08,46 | 9 februari 2019   | Calgary   |

(laatst bijgewerkt: 22 februari 2022)

## Resultaten
| Jaar | Olympische Spelen |
| ---- | ----------------- |
| 2022 | 8e achtervolging  |